# Griveaudia nigropuncta
Griveaudia nigropuncta is een vlinder uit de familie Callidulidae. De wetenschappelijke naam is voor het eerst geldig gepubliceerd in 1958 door Viette.
De soort komt voor in tropisch Afrika.